# Libellago andamanensis
Libellago andamanensis är en trollsländeart som först beskrevs av Fraser 1924.  Libellago andamanensis ingår i släktet Libellago och familjen Chlorocyphidae. IUCN kategoriserar arten globalt som sårbar. Inga underarter finns listade i Catalogue of Life.